# Жадро (озеро, Пустошкинский район)
Жадро — озеро в Гультяевской волости (на границе с Пригородной волостью) Пустошкинского района Псковской области.
Площадь — 1,6 км² (156,0 га). Максимальная глубина — 6,0 м, средняя глубина — 3,0 м.
Название — балтийского происхождения, от *Gēdras (лит. giẽdras «ясный»).
На берегу озера расположены деревни: Кузнецово, Наумово.
Проточное. Относится к бассейну реки Фролянка, притока реки Неведрянка, впадающей в Великую.
Тип озера — лещово-судачий. Массовые виды рыб: щука, окунь, плотва, лещ, судак, язь, линь, налим, ерш, красноперка, щиповка, вьюн, пескарь, уклея, густера, карась; длиннопалый рак (единично).
Для озера характерно в литораль — песок, глина, заиленный песок, камни, в центре — ил, заиленный песок.